# Бугорков, Иннокентий Кузьмич
Иннокентий Кузьмич Бугорков — советский хозяйственный, государственный и политический деятель, Герой Социалистического Труда.

## Биография
Родился в 1922 году в селе Киндырлюк. Член КПСС.
Участник Великой Отечественной войны, телефонист в составе 1-й гвардейской стрелковой Таманской дивизии Северо-Кавказского фронта. С 1946 года — на хозяйственной, общественной и политической работе. В 1946—1982 гг. — разнорабочий, бригадир ордена Ленина колхоза «Красный маяк» Минусинского района Красноярского края.
Указом Президиума Верховного Совета СССР от 10 апреля 1948 года присвоено звание Героя Социалистического Труда с вручением ордена Ленина и золотой медали «Серп и Молот».
Умер в селе Николо-Петровка в 1987 году.